# Reikartz (Запоріжжя)
Готель «Reikartz Запоріжжя» — 3-поверховий тризірковий готель у Вознесенівському районі міста Запоріжжя, за адресою: бульвар Марії Приймаченко, 19. Один із 40 готелів «Національної мережі готелів Reikartz Hotel Group», розташованих в Україні та за її межами.
В готелі 43 номери, розраховані на 70 місць. Поруч з готелем розташовані центральний пляж, острів Хортиця, виставковий центр «Козак-палац» тощо. Відстань до залізничного вокзалу Запоріжжя I — 9 км.
Станом на 2013 рік вважався одним з найпопулярніших готелей міста, хоча й не відповідав заявлений державним стандартам.

## Опис
До послуг гостей міста працюють 43 номери. На першому поверсі працює ресторан «Reikartz» (70 місць), гриль-бар «RIVIERA», відкритий басейн, конференц-зал та літній майданчик.
Доступні категорії номерів:
- «Класик» (Single, Double або Twin);
- «Стандарт» (Double або Twin);
- «Суперіор» (один номер категорії Суперіор обладнаний спеціально для людей з обмеженими можливостями);
- «Студія»;
- «Люкс».

Кожен номер, незалежно від його категорії, забезпечений кольоровим телевізором, супутниковим телебаченням, телефоном з міським та міжміським зв'язком, Wi-Fi, односпальними або двоспальними ліжками, ванною або душовою кабіною,  наявний гігієнічний набір, міні-сейф та міні-бар.

## Послуги
- Сніданок «шведський стіл»;
- конференц-зал: зал для переговорів (на 80 місць);
- екскурсійні програми (Хортиця, Театр козацького бою «Запорозький Спас», «Трамвайна екскурсія» (з 2022 року тимчасово скасована)[5] тощо);
- цілодобова автостоянка.

## Літній клуб «Reikartz Pool Party Place»
Влітку гостей запрошує клуб «Reikartz Pool Party Place», на території готелю, в складі якого ресторан на відкритому повітрі, басейн, літній концертний майданчик на 450 посадкових місць та у разі народних гулянь загалом розрахований на 2000 осіб. Клуб традиційно надає свою сцену для вечірок від Люкс ФМ. Найчастішими гостям є Pianoбой, MONATIK, Амадор Лопес, Dilemma, Тартак, Альоша тощо. 26 травня 2018 року у готелі проходив кастинг телепрограми «Розсміши коміка».
27 липня 2018 року у готелі проходив конкурс краси «MISS АВРОРА SUMMER 2018».

## Обстріл

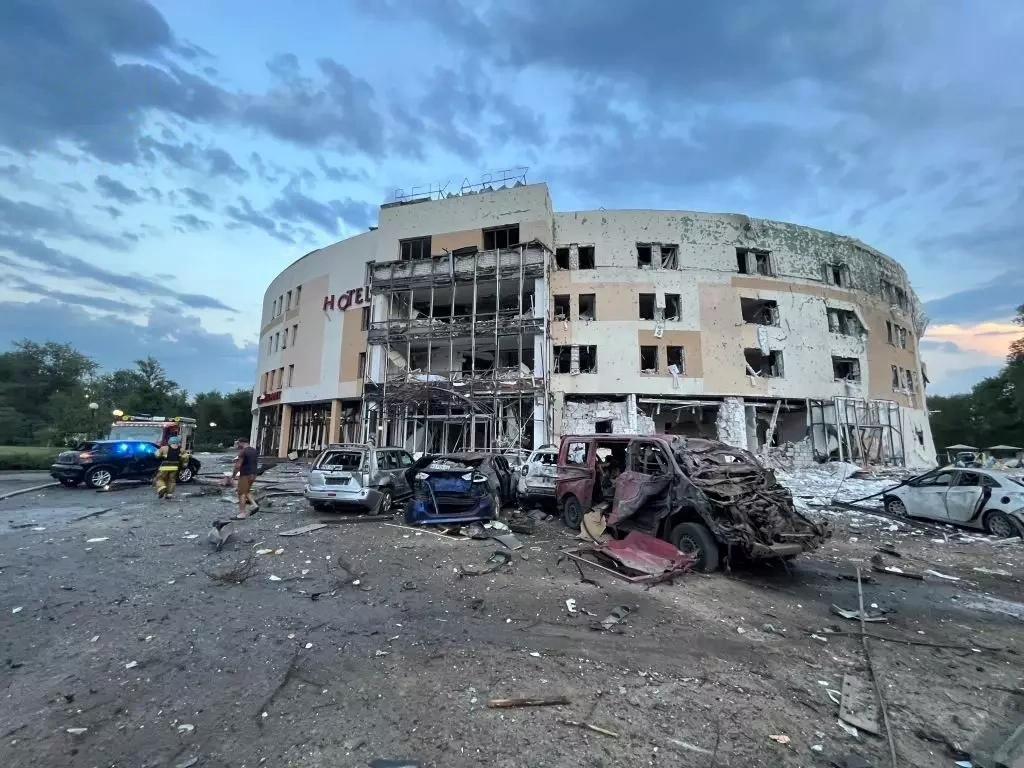
Готель після обстрілу

10 серпня 2023 року, близько 19:20, російські війська обстріляли готель двома ракетами «Іскандер-К». Одна людина загинула (жінка, яка знаходилась приблизно за 300—400 метрів від місця удару) і 16 (у тому числі четверо дітей) були поранені. Міноборони України відзначило, що в готелі працював дитячий табір денного перебування, який закрився за годину до удару.
Обстріл готелю прокоментувала гуманітарна координаторка Організації Об'єднаних Націй в Україні Деніз Браун, яка відзначила, що співробітники ООН та представники інших неурядових організацій часто зупинялися в готелі та використовували його для підтримки постраждалих від війни. Браун засудила «невибіркові удари» окупантів та закликала РФ дотримуватися міжнародного гуманітарного права.

## Ребрендинг
5 квітня 2024 року, стало відомо, що в Україні мережа готелів «Reikartz» здійснила ребрендинг та змінила свою назву на «Optima». У Запоріжжі також змінилась назва готелю, який входить до цієї мережі, та який 10 серпня 2023 року зазнав часткове пошкодження внаслідок ракетного удару російських окупантів.